# Тотожність Бохнера
Тотожність Бохнера — загальна назва сімейства тотожностей у рімановій геометрії, що пов'язують лапласіани різних типів і кривину. Тотожності, одержувані інтегруванням тотожності Бохнера, іноді називають тотожностями Рейлі.

## Формулювання
Нехай {\displaystyle S} — розшарування Дірака над рімановим многовидом {\displaystyle M}, {\displaystyle D} — відповідний оператор Дірака, і тоді
{\displaystyle D^{2}\phi =\nabla ^{*}\nabla \phi +{\mathfrak {R}}(\phi )}
для будь-якого перерізу {\displaystyle \phi \colon M\to S}.

### Позначення
Далі {\displaystyle e_{i}} позначає ортонормований репер у точці.
- {\displaystyle \nabla } позначає зв'язність на {\displaystyle S}, і
{\displaystyle \nabla ^{*}\nabla \phi =-\sum _{i}\nabla _{e_{i}}\nabla _{e_{i}}\phi ,}

так званий лапласіан за зв'язністю.
- {\displaystyle {\mathfrak {R}}} — переріз {\displaystyle \mathrm {Hom} (S,S)}, що визначається як
{\displaystyle {\mathfrak {R}}(\phi )={\tfrac {1}{2}}\cdot \sum _{i,j}e_{i}.e_{j}.R_{e_{i},e_{k}}\phi ,}

де «{\displaystyle .}» позначає множення Кліфорда, і
{\displaystyle R_{X,Y}=\nabla _{X}\nabla _{Y}-\nabla _{Y}\nabla _{X}-\nabla _{[X,Y]}}
 — перетворення кривини.
- {\displaystyle D} — оператор Дірака на {\displaystyle S}, тобто
{\displaystyle D\phi =\sum _{i}e_{i}.\nabla _{e_{i}}\phi .}

і {\displaystyle D^{2}\phi =\Delta \phi } лапласіан Ходжа на диференціальних формах

## Наслідки
- З тотожності Бохнера для градієнта функції {\displaystyle u} отримуємо таку інтегральну формулу для будь-якого замкнутого многовиду
{\displaystyle \int \limits _{M}|\Delta u|^{2}-\int \limits _{M}|\mathrm {Hess} \,u|^{2}=\int \limits _{M}{\mbox{Ric}}(\nabla u,\nabla u)},

де {\displaystyle \mathrm {Hess} \,u} позначає гесіан {\displaystyle u}.
- Якщо {\displaystyle u\colon M\rightarrow \mathbb {R} } — гармонічна функція, то
{\displaystyle \Delta ({\tfrac {1}{2}}\cdot |\nabla u|^{2})=|\nabla ^{2}u|^{2}+{\mbox{Ric}}(\nabla u,\nabla u)},

де {\displaystyle \nabla u} позначає градієнт {\displaystyle u}. Зокрема:
- Компактні многовиди з додатною кривиною Річчі не допускають ненульових гармонічних функцій.
- Якщо {\displaystyle u} — гармонічна функція на многовиді з додатною кривиною Річчі, то функція {\displaystyle |\nabla u|} субгармонічна.

- З формули Бохнера випливає, що на компактних многовидах з додатним оператором кривини відсутні гармонічні форми будь-якого степеня, тобто воно є раціонально гомологічною сферою.
  - Іншим методом, а саме потоком Річчі, вдалося довести що будь-який з таких многовидів дифеоморфний фактору сфери за скінченною групою.[1]